# Чирково (Пермский край)
Чирково — деревня в Косинском районе Пермского края. Входит в состав Косинского сельского поселения. Располагается южнее районного центра, села Коса. Расстояние до районного центра составляет 9 км. По данным Всероссийской переписи населения 2010 года, в деревне проживало 80 человек (40 мужчин и 40 женщин).

## История
В 1901 году в деревне была открыта одноклассная церковно-приходская школа.
До Октябрьской революции населённый пункт Чирково входил в состав Косинской волости, а в 1927 году — в состав Чирковского сельсовета. По данным переписи населения 1926 года, в деревне насчитывалось 90 хозяйств, проживало 486 человек (235 мужчин и 251 женщина). Преобладающая национальность — коми-пермяки.
По данным на 1 июля 1963 года, в деревне проживало 340 человек. Населённый пункт входил в состав Косинского сельсовета.